# شون سميث
شون سميث
(1978 - 11 سبتمبر 2012 ) (بالإنجليزية: Sean Smith)‏ ضابط في إدارة المعلومات في الخارجية الأمريكية، قُتل خلال الهجوم على القنصلية الأمريكية في بنغازي بليبيا رداً على الفيلم المسيء لشخصية الرسول محمد براءة المسلمين.

## الحياة والعمل
نشأ سون سميث في حي سان دييغو، كاليفورنيا. جُنّد في القوات الجوية للولايات المتحدة في يوليو 1995 وعمل فيها لمدة ست سنوات. كان متخصصاً في صيانة الراديو الارضي وتمت ترقيته إلى رقيب أول في أغسطس 2000. أكمل خدمته العسكرية في عام 2002 كموظف في الخارجية الأمريكية.

## مقتله
بتاريخ 11 سبتمبر 2012؛ هاجمت مجموعة مسلحة في مدينة بنغازي الليبية السفارة الأمريكية بسبب نشر فيلم براءة المسلمين المسيء للرسول محمد وفشلت قوات الأمن الليبية في صد الهجوم «بسبب تعرضها لنيران كثيفة من قبل المهاجمين.» نقلت وكالة رويترز أن مسلحين أطلقوا صاروخا على مبنى وفور حدوث الهجوم هرع المئات من أهالي بنغازي نحو السفارة وأخرجوا القتلى الأربعة من بينهم سون سميث وكريستوفر ستيفنز سفير الولايات المتحدة في ليبيا.